# المتحف الوطني للفنون والتقاليد الشعبية (الجزائر)
المتحف الوطني للفنون والتقاليد الشعبية يقع في القصبة السفلى بالجزائر العاصمة في 09 شارع محمد أكلي مالك، في حي كان يسمى قديمًا بسوق الجمعة، نسبة إلى سوق الطيور الذي كان ينظم في نهاية كل أسبوع، ومساحة هذا القصر 595 م². بني هذا القصر حوالى 1560-1570.
يحافظ المتحف على مجموعة مهمة من التحف التي تعتبر حلقة وصل بين الصناعات التقليدية للقرن التاسع عشر والقرن العشرون وهي بمثابة شاهد على النشاطات التي تمارس من طرف العائلات تتوارث سر هذه الصناعة جيل بعد جيل. كما يحتوي المتحف على تحفا تحمل توقيعات لأكبر الأساتذة في ميدان الصناعات التقليدية تركوا بصماتهم في الفن الشعبي الجزائري.
هناك الكثير من الحرفيين المشهورين في الفن الشعبي والصناعة التقليدية نذكر منهم: صيد بخوش أكبر نساج في منطقة خنشلة، بوعكاز رسام على الخشب، زولو أستاذ في النقش على النحاس.

## تاريخ
بناية المتحف عبارة عن قصر بني حوالي 1560-1570 حسب ما ذكرت بعض المراجع من طرف يحي رايس ضابط البحرية الجزائرية في الفترة العثمانية.
وهناك مراجع أخرى للحبوس تفيدنا أن مصطفى باشا (أمين الخزينة عند الداي محمد بن عثمان) اشترى القصر وبعض المنازل الصغيرة المجاورة، وأهداه لابنته خداوج، هناك أسطورة تروي أن هذه الأخيرة لكثرة تحديقها في المرآة، معجبة بجمالها فقدت البصر ولهذا القصر يسمى باسمها «قصر خداوج العمياء»، أما المراجع المكتوبة في الفترة الفرنسية تشير إلى «دار البكري» اسم المالك آنذاك.
عرف القصر عدة اختصاصات إدارية، المهمة منها أنه أصبح في سنة 1947 مركز الصناعات التقليدية وقاعات لعرض أعمال حرفيين جزائريين، وهذا لخلق متحف تم افتتاحه في سنة 1961، كان تابع في سنة 1962 لوزارة الصناعات الخفيفة.
أصبح متحفا وطنيا للفنون والتقاليد الشعبية، تابع لوزارة الثقافة ومستقل ماليا سنة 1987.

### مقالات ذات صلة
- قائمة متاحف الجزائر

### رابط خارجي
- الموقع الرسمي